# Mossega hyalina
Mossega hyalina is een insect uit de familie van de mierenleeuwen (Myrmeleontidae), die tot de orde netvleugeligen (Neuroptera) behoort. 
Mossega hyalina is voor het eerst wetenschappelijk beschreven door Banks in 1939.